# Minamoto no Yorimasa

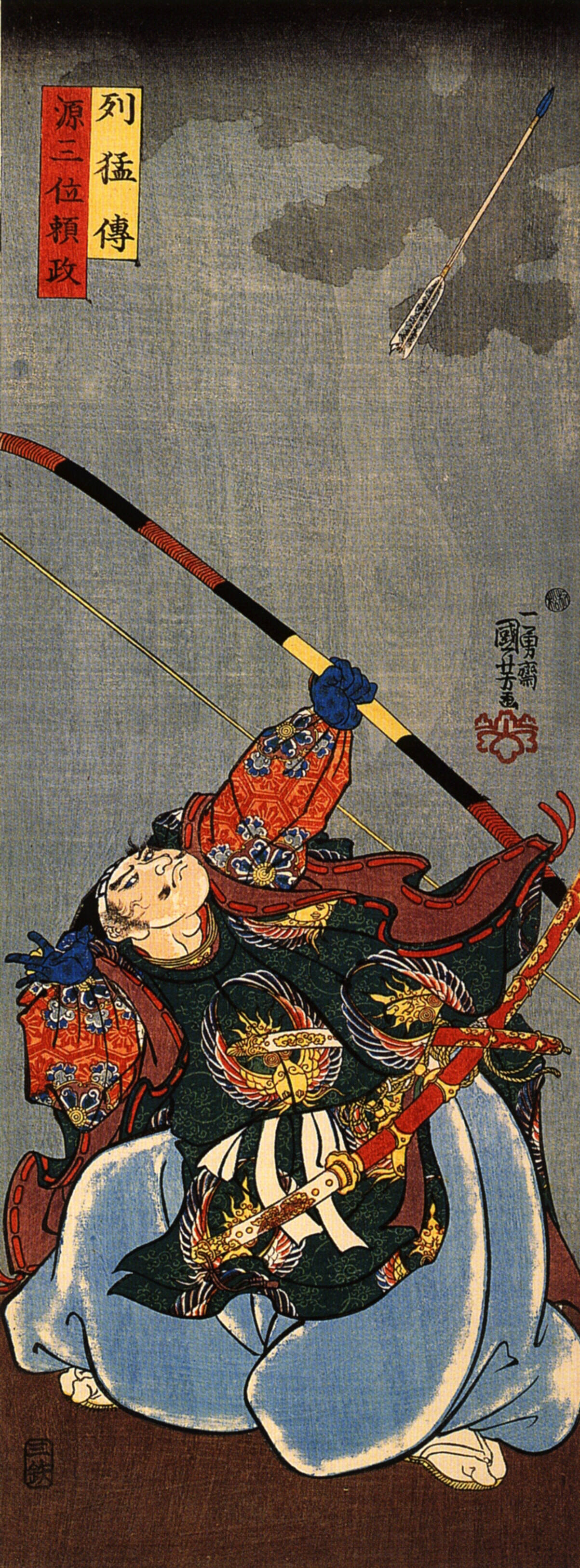
Minamoto no Yorimasa matant d'una fletxa a un monstruós nue.

En aquest nom japonès, el cognom és Minamoto.
Minamoto no Yorimasa (源頼政, 1106-1180), també conegut com a Gensanmi (源三位), va ser un samurai del clan Minamoto, i el cap dels exèrcits del mateix clan a l'inici de les Guerres Genpei. El seu suïcidi per seppuku és famós, i se'l considera com un dels iniciadors d'aquesta pràctica.

## Biografia
Més poeta que guerrer, en Yorimasa es va esforçar al llarg de la seva vida de mantenir-se al marge de les lluites que oposaren durant dècades als clans Minamoto i Taira, i va evitar escollir bàndol, arribant fins i tot a ser amic d'en Taira no Kiyomori. Durant la rebel·lió Heiji de 1160, havent pres partit per l'emperador retirat Go-Shirakawa com ja va fer el 1156 a la rebel·lió Hōgen, fa el just per a inclinar la balança a favor dels Taira i permetre'ls deposar els Minamoto.
Malgrat això, quan es retira oficialment del seu servei al si de l'exèrcit d'en Kiyomori el 1179, comença a canviar d'opinió sobre el fet d'oposar-se al seu propi clan, en tant que les relacions entre en Go-Shirokawa i en Kiyomori s'han tornat molt tenses i que aquest ha fet arrestar a l'ancià emperador, provocant una forta oposició contra el clan Taira.
El 21 de març de 1180, en Taira no Kiyomori instal·la al tron imperial al seu net Antoku de dos ays, després de l'abdicació de l'emperador Takakura. El príncep Mochihito, fill d'en Go-Shirakawa, a qui han arrencat el dret al tron, és empès per en Yorimasa a llançar el 5 de maig una crida a les armes per part de les diverses famílies samurais, com també als monestirs budistes que en Kiyomori havia ofès.
Les Guerres Genpei es van iniciar oficialment amb la primera batalla d'Uji, el 23 de juny. En Yorimasa va conduir les tropes Minamoto, acompanyades de sōheis (monjos-guerrers) del temple Mii-dera, per a defendre el Byōdō-in on estava refugiat el príncep.
En Yorimasa va intentar ajudar al príncep a fugir, però va ser ferit per una fletxa. Per a evitar ser capturat per l'enemic, va preferir donar-se mort a si mateix per mitjà del seppuku, havent escrit abans un poema. És un dels primers seppukus coneguts, i el que ha codificat el procés per als següents. El príncep Mochihito va aconseguir fugir en direcció a Nara, però moriria alguns dies després a mans dels guerrers Taira.

## Poemes
Els poemes d'en Minamoto no Yorimasa han estat reagrupats en l'antologia Yorimasa Kashū, així com en les antologies imperials Shin Kokin-shū i Senzai wakashū.

## Llegenda
Una llegenda extreta del Heike Monogatari afirma que, el 1153, en Yorimasa hauria matat a cop de fletxes un Nue que s'hauria posat sobre la teulada del palau imperial.